# بويقة سوداء الرأس
بويقة سوداء الرأس (الاسم العلمي: Boiga nigriceps) (بالإنجليزية: Black-headed Cat Snake)‏ هي نوع من الزواحف تتبع جنس البويقة من فصيلة الأحناش.